# Țiriac Air
Ion Țiriac Air SRL (Țiriac Air) este un operator român de zboruri VIP charter din România cu baza pe Aeroportul Internațional Henri Coandă, controlat de omul de afaceri Ion Țiriac.
Compania a fost înființată în anul 1997.
Compania operează curse cu aeronave din dotare proprie, flota fiind formată din două avioane și două elicoptere. În mai 2014, flota companiei este constituită dintr-o aeronavă Gulfstream 200 cu o capacitate de 9 locuri, o aeronavă Bombardier Global Express de 13 locuri și două elicoptere Agusta Grand 109S cu o capacitate de 6 locuri, respectiv Agusta Westland 139 cu o capacitate de 8 locuri .
Țiriac Air operează 450-500 de curse charter pe an, cele mai solicitate destinații fiind Moscova, Nisa, Viena, Paris și Milano.
Ion Țiriac Air SRL este singura companie din România care deține un terminal privat, servicii de hangarare și bază de mentenanță, fiind autorizată de Agusta Westland pentru întreținerea elicopterelor Agusta în baza certificării EASA Part 145.

## Flota
In ianuarie 2025, Flota Țiriac Air este alcătuită din următoarea aeronavă:
- 1 x Bombardier Global 5000

Cifra de afaceri:
- 2006: 9 milioane euro[1]
- 2005: 7 milioane euro[4]